# Guasave
Guasave är en ort i Mexiko.   Den ligger i kommunen Guasave och delstaten Sinaloa, i den västra delen av landet, 1 200 km nordväst om huvudstaden Mexico City. Guasave ligger 18 meter över havet och antalet invånare är 68 449.
Terrängen runt Guasave är mycket platt. Runt Guasave är det ganska tätbefolkat, med 100 invånare per kvadratkilometer. Guasave är det största samhället i trakten. Trakten runt Guasave består till största delen av jordbruksmark.